# Joachim Preen
Joachim Preen (* 13. Juli 1940 in Braunschweig; † 24. Februar 1984 in Konstanz) war ein deutscher Film- und Theaterregisseur.

## Leben
Preen begann seine Theaterkarriere als Assistent von Peter Zadek. Er entdeckte den Schauspieler Herbert Grönemeyer und holte ihn für das Stück John, George, Paul, Ringo and Bert von William Martin Russell erstmals auf die Bühne. Bundesweite Bekanntheit erlangte Preen für seine Regiearbeit bei 23 Folgen der Fernsehserie Ein Herz und eine Seele. 1979 folgte die 12-teilige Fernsehserie Anna.
Preen spielte auch immer wieder kleinere Rollen in seinen Filmen, so z. B. in Wann heiraten Sie meine Frau? (1978).
Aus seiner ersten Ehe mit der Schauspielerin Brigitte Janner entstammt ein Sohn, Zacharias Preen, ebenfalls Schauspieler.

## Filmografie
- 1973–1976: Ein Herz und eine Seele (23 Folgen)
- 1978: Wann heiraten Sie meine Frau?
- 1979: Anna (12 Folgen)